# Teresa Estruch Mestres
Teresa Estruch Mestres (Masquefa, Anoia, el 19 de setembre de 1957) és una política catalana, diputada al Parlament de Catalunya en la VII i VIII legislatures.

## Biografia
Titulada en auxiliar tècnica sanitària per l'Escola Infermeria Hospital d'Igualada. De 1972 a 1976 treballà com a auxiliar administrativa a Masquefa i de 1979 a 1994 a l'Hospital Comarcal d'Igualada. De 1994 a 2002 ha treballat d'infermera als Serveis de Bioquímica i Microbiologia del Consorci Laboratori Anoia. També ha estat membre del comitè d'empresa de l'Hospital Comarcal Igualada pel SATSE.
Militant del PSC-PSOE, a les eleccions municipals espanyoles de 1991 i 1995 fou escollida regidora de l'ajuntament de Masquefa. A les eleccions municipals espanyoles de 1999 i 2003 fou escollida alcaldessa de Masquefa.
En desembre de 2003 va substituir en el seu escó Antoni Castells i Oliveres, elegit diputat al parlament de Catalunya en les eleccions al Parlament de Catalunya de 2003. I en 2007 va substituir en el seu escó Jordi William Carnes i Ayats en les eleccions al Parlament de Catalunya de 2006. De 2007 a 2010 fou secretària de la Mesa de la Comissió de la Sindicatura de Comptes del Parlament de Catalunya.